# غيلان (نبات)
الغَيْلاَن (الاسم العلمي: Chlorophytum) هو جنس نبات من الفصيلة الهليونية، أصيل المناطق الاستوائية والمدارية بأفريقيا وآسيا. يضم هذا الجنس حوالي 190 نوعاً.